# Buvika/Ilhaugen
Buvika/Ilhaugen este o localitate din comuna Skaun, provincia Sør-Trøndelag, Norvegia, cu o suprafață de 1,36 km² și o populație de 2.368 locuitori (2013).